# 北路梆子
北路梆子，中国戏曲剧种之一，为山西四大梆子之一。主要流行于山西省、内蒙古、河北省北部、陕西省北部等地。北路梆子形成于19世纪初。2006年5月20日，北路梆子列入第一批国家级非物质文化遗产名录。

## 知名剧目
北路梆子的知名剧目有《九件衣》、《杨八姐游春》、《王宝钏》、《打金枝》等。